# Психоделічний досвід
Психоделічний стан (жарг. трип, від англ. trip) — змінений стан свідомості, що характеризується відмінним від типового сприйняттям та інтенсивним процесом усвідомлення. Психоделічні стани можуть бути викликані різними способами, наприклад, сенсорною депривацією або прийомом психоактивних речовин. Дані стани свідомості полягають у переживаннях ілюзій, галюцинацій, зміненого сприйняття та відчуття внутрішнього «Я», містичних станів, а також іноді й станів, схожих на психоз.
Термін «психоделічний» походить від грец. ψυχή (дух, душа) і грец. δήλος (проявляє) — буквально, «прояв душі».

## Клінічні прояви
У даному розділі представлені ефекти від вживання психоделіків.
Найзагальнішою характеристикою є «витягування» з глибин психіки на поверхню свідомості всього її змісту, у зв'язку з чим психоделічний досвід може відрізнятися залежно від людини, і навіть в однієї людини в різні періоди її життя або в різному оточенні. Однак найчастіше виникають такі симптоми:
- посилення сприйняття: кольори стають яскравішими, зростає контрастність і насиченість, звуки (особливо музика) чуються чіткіше й глибше;
- посилення емоційності: вивільняються емоції, як правило, позитивні, через що відчувається підвищення настрою та емпатія;
- феномен синестезії: подразник одного з органів почуттів викликає відгук в інших органах почуттів — так музику можна бачити, а звуки — відчувати;
- виникнення візуальних ефектів («візуалів»): за закритими очима (а при великих кількостях — і «за» відкритими) з'являються геометрично правильні і складні різнокольорові калейдоскопічні візерунки, часто з переважанням «грибних» (гриби на тонких ніжках) або «органічних» (павине пір'я, листя, очі) мотивів;
- зміна сприйняття простору: «дихання», «мерехтіння» поверхонь із змінами розмірів і пропорцій навколишнього світу («Синдром Аліси в Країні Див»), характерний приклад — «перетікання» статичного малюнка шпалер на стіні;
- зміна сприйняття часу: плин часу уповільнюється, з'являється відчуття виходу за його межі, у великих кількостях саме поняття часу втрачає всякий сенс і з'являються практично надуявні феномени повного його зникнення;
- зміна мислення: логічне мислення слабшає, образне, навпаки, зростає, також посилюється уява;
- повернення переживань раннього дитинства: можна знову відчути себе дитиною (причому, мається на увазі саме повтор переживань на екзистенціальному рівні, а не повернення спогадів про дитинство чи про таке переживання);
- переживання смерті та народження: ефекти важкоописувані, але за деякими відомостями, вони повторюють переживання після смерті, описані в «Тибетській книзі мертвих»;
- в особливих випадках можуть відчуватися трансперсональні переживання: вихід свідомості за межі фізичного тіла, відчуття єдності з усім живим у світі, переживання єднання з «абсолютом», «порожнечею», «богом», «космічною свідомістю» тощо.

Сам характер дії часто буває, як його описують, «пилкоподібним» або «хвилеподібним», коли в середині психоделічного стану протягом декількох секунд або хвилин відчувається, що дія спала, але потім настає наступна «хвиля», і всі відчуття знову повертаються.
Після закінчення стану може виникати відчуття внутрішньої гармонії, щастя, радості та емпатії. Це відчуття може зберігатися протягом тривалого часу. Іноді після психоделічного стану може виникати зворотне відчуття внутрішньої дисгармонії.
Навіть неглибокі психоделічні стани значно знижують психологічні бар'єри людини — міський шум або якісь інші неприємні речі, на які людина раніше не звертала уваги, можуть різко погіршити настрій. Ті, хто практикує психоделічні досліди, заявляють, що «за правильного застосування й правильного оточення психоделіки можуть навчити жити в гармонії з природою, світом навколо себе та світом всередині себе».
Якщо людину в неглибокому психоделічному стані можна порівняти з дитиною 3-5 років, то більш глибокі переживання можуть викликати досконалу втрату навичок щодо орієнтації в просторі й оцінки наслідків своїх дій, тому знаходження в такому стані без довіреного наглядача (жарг. трип-ситер, від англ. trip sitter) може бути небезпечним через неконтрольованість дій. Такі кардинальні експерименти над власною психікою можуть викликати містичні досвіди (подібні з поняттями «саторі», «самадхі», «нірвана», «рай», «просвітлення», «атман», «дао», «вихід з матриці» тощо). Їм можуть передувати трансперсональні переживання з перенесенням «его» індивіда на щось більш широке, що може бути загальним для всіх людей («світова свідомість» і т. п.)[джерело не вказане 3697 днів], що може сприйматися як екзистенційна смерть, подолати яку можна смиренням, за твердженнями «Тибетської книги мертвих».
Наркотичне марення виділяється окремо під сленговою назвою «шуба» або ж «бед-трип».